# Satyrichthys piercei
Satyrichthys piercei és una espècie de peix pertanyent a la família dels peristèdids.

## Hàbitat
És un peix marí i batidemersal que viu fins als 291 m de fondària.

## Distribució geogràfica
Es troba al Pacífic occidental central.

## Observacions
És inofensiu per als humans.